# رحیم‌خان
رحیم‌خان، روستایی است از توابع شهرستان بوکان در استان آذربایجان غربی ایران که در ۴۱ کیلومتری شهربوکان و در میان بوکان-میاندوآب قرار دارد. جمعیت روستای رحیم خان در سال ۱۳۹۵، ۱٬۸۲۰ نفر در قالب حدود ۵۰۰ خانوار بوده‌است.